# Boryana Rossa
Boryana Rossa (de son vrai nom Boryana Dimitrova Dragoeva, bulgare : Боряна Димитрова Драгоева et née en 1972, à Sofia en Bulgarie) est une artiste contemporaine et commissaire d'exposition bulgare.

## Biographie
Boryana Rossa se forme en peinture murale à l'Académie nationale des arts de Sofia à la fin des années 1990, avant de partir étudier l'art électronique aux États-Unis. En 2012, elle soutient une thèse à l'Institut polytechnique Rensselaer aux États-Unis, intitulée Post-Cold War Gender Performances: Cross-Cultural Examination of Gender Performances Viewed through Film Reenactments.
En 2004, elle fonde avec son compagnon l'artiste russe réfugié en Bulgarie Oleg Mavromati, le groupe artistique Ultrafuturo. Le collectif s’intéresse aux problématique sociales à travers les sciences et la technologie.
Depuis 2012, Boryana Rossa est, aux côtés du philosophe et activiste Stanimir Panayotov, directrice du Sofia Queer Forum. Elle est aussi professeure à l'université de Syracuse dans l'État de New York.

## Œuvre
Le travail de Boryana Rossa se développe autour de performances, de photographies et de vidéos où elle questionne les stéréotypes de genre et les problématiques et discriminations sociales.
Une de ses premières œuvres, la vidéo The Last Valve, réalisée en 2004, interroge les normes assignées au genre. L'artiste se filme en train de se recoudre la vulve avec du fil chirurgical.
En 2013, après avoir vécu une double mastectomie, en prévention d'un cancer du sein, Boryana Rossa décide de ne pas faire de reconstruction. Elle se photographie la poitrine nue à plusieurs reprises créant ainsi le projet Amazon Armor.

## Expositions
Son travail est montré en Bulgarie et à l'étranger, notamment dans la grande exposition d'art féministe Global Feminisms, en 2007, au Brooklyn Museum à New York. Son œuvre Celebrating the Next Twinkling de 1999 est d'ailleurs choisie comme image de la couverture du catalogue.
Elle participe aussi à l'exposition Gender Check au Museum Moderner Kunst Stiftung Ludwig Wien, en 2009.

## Distinctions
En 2014, Boryana Rossa reçoit le Gaudenz B. Ruf Award for New Bulgarian Art ainsi que le NYFA Fellowship Award for Digital/Electronic Arts.